# Hengersberg
Hengersberg è un comune tedesco di 7 661 abitanti, situato nel land della Baviera.